# Oliver Kegel
Oliver Kegel, född den 14 juni 1961 i Västberlin, Västtyskland, är en västtysk och därefter tysk kanotist.
Han tog OS-guld i K-4 1000 meter i samband med de olympiska kanottävlingarna 1992 i Barcelona.